# A Frasier – A dumagép epizódjainak listája
Az itt található lista a Frasier – A dumagép című televíziós sorozat epizódjait tartalmazza.

## Évados áttekintés
| Évad | Évad        | Epizódok    | Eredeti sugárzás     | Eredeti sugárzás   | Eredeti adó |
| Évad | Évad        | Epizódok    | Évadpremier          | Évadfinálé         | Eredeti adó |
| ---- | ----------- | ----------- | -------------------- | ------------------ | ----------- |
|      | 1           | 24          | 1993. szeptember 16. | 1994. május 19.    | NBC         |
|      | 2           | 24          | 1994. szeptember 20. | 1995. május 23.    | NBC         |
|      | 3           | 24          | 1995. szeptember 19. | 1996. május 21.    | NBC         |
|      | 4           | 24          | 1996. szeptember 17. | 1997. május 20.    | NBC         |
|      | 5           | 24          | 1997. szeptember 23. | 1998. május 19.    | NBC         |
|      | 6           | 24          | 1998. szeptember 24. | 1999. május 20.    | NBC         |
|      | 7           | 24          | 1999. szeptember 23. | 2000. május 18.    | NBC         |
|      | 8           | 24          | 2000. október 24.    | 2001. május 22.    | NBC         |
|      | 9           | 24          | 2001. szeptember 25. | 2002. május 21.    | NBC         |
|      | Különkiadás | Különkiadás | 2001. november 13.   | 2001. november 13. | NBC         |
|      | 10          | 24          | 2002. szeptember 24. | 2003. május 20.    | NBC         |
|      | 11          | 24          | 2003. szeptember 23. | 2004. május 13.    | NBC         |
|      | Különkiadás | Különkiadás | 2004. május 13.      | 2004. május 13.    | NBC         |

## 1. évad (1993-1994)
| Sor. | Év. | Cím                                                                            | Rendező       | Író                                    | Premier              | Nézettség    |
| ---- | --- | ------------------------------------------------------------------------------ | ------------- | -------------------------------------- | -------------------- | ------------ |
| 1.   | 1.  | A jó fiú (The Good Son)                                                        | James Burrows | David Angell, Peter Casey és David Lee | 1993. szeptember 16. | 28,10 millió |
| 2.   | 2.  | Űrkutatás (Space Quest)                                                        | James Burrows | Sy Dukane és Denise Moss               | 1993. szeptember 23. | 27,00 millió |
| 3.   | 3.  | Vacsora este nyolckor (Dinner at Eight)                                        | James Burrows | Chuck Ranberg és Anne Flett-Giordano   | 1993. szeptember 30. | 25,70 millió |
| 4.   | 4.  | Utálom Frasier Crane-t (I Hate Frasier Crane)                                  | David Lee     | Christopher Lloyd                      | 1993. október 7.     | 24,20 millió |
| 5.   | 5.  | Ez egy csodálatos kémkedés kezdete (Here's Looking at You)                     | Andy Ackerman | Brad Hall                              | 1993. október 14.    | 23,90 millió |
| 6.   | 6.  | A tűzpróba (The Crucible)                                                      | James Burrows | Sy Dukane és Denise Moss               | 1993. október 21.    | 22,40 millió |
| 7.   | 7.  | Mondd, hogy felelőtlen vagyok! (Call Me Irresponsible)                         | James Burrows | Anne Flett és Chuck Ranberg            | 1993. október 28.    | 27,00 millió |
| 8.   | 8.  | A szeretett hűtlen (Beloved Infidel)                                           | Andy Ackerman | Leslie Eberhard                        | 1993. november 4.    | 27,10 millió |
| 9.   | 9.  | Aki kiárusítja magát (Selling Out)                                             | Andy Ackerman | Lloyd Garver                           | 1993. november 11.   | 25,00 millió |
| 10.  | 10. | Hoppá! (Oops!)                                                                 | James Burrows | Denise Moss és Sy Dukane               | 1993. november 18.   | 23,20 millió |
| 11.  | 11. | Jól áll a pasinak a halál (Death Becomes Him)                                  | Andy Ackerman | Leslie Eberhard                        | 1993. december 2.    | 25,30 millió |
| 12.  | 12. | Csoda a Harmadik vagy Negyedik utcán (Miracle on Third or Fourth Street)       | James Burrows | Christopher Lloyd                      | 1993. december 16.   | 25,60 millió |
| 13.  | 13. | Találd ki, ki jön velünk reggelizni! (Guess Who's Coming to Breakfast?)        | Andy Ackerman | Molly Newman                           | 1994. január 6.      | 30,40 millió |
| 14.  | 14. | Pénzért nem vehetek szerelmet (Can't Buy Me Love)                              | James Burrows | Chuck Ranberg és Anne Flett-Giordano   | 1994. január 20.     | 27,10 millió |
| 15.  | 15. | Ne ítéld meg a csalót az alibije alapján (You Can't Tell a Crook by His Cover) | Andy Ackerman | David Lloyd                            | 1994. január 27.     | 27,80 millió |
| 16.  | 16. | Lilith visszatér (The Show Where Lilith Comes Back)                            | James Burrows | Ken Levine és David Isaacs             | 1994. február 3.     | 33,10 millió |
| 17.  | 17. | Téli napfordulói álom (A Mid-Winter Night's Dream)                             | David Lee     | Chuck Ranberg és Anne Flett-Giordano   | 1994. február 10.    | 32,80 millió |
| 18.  | 18. | A nyafogásdíj nyertese (And the Whimper Is...)                                 | James Burrows | Denise Moss és Sy Dukane               | 1994. február 17.    | 16,70 millió |
| 19.  | 19. | Add oda neki a széket! (Give Him the Chair!)                                   | James Burrows | Chuck Ranberg és Anne Flett-Giordano   | 1994. március 17.    | 29,80 millió |
| 20.  | 20. | Negyven-valahány évesen (Fortysomething)                                       | Rick Beren    | Sy Dukane és Denise Moss               | 1994. március 31.    | 27,10 millió |
| 21.  | 21. | Utazások Martinnal (Travels with Martin)                                       | James Burrows | Linda Morris és Vic Rauseo             | 1994. április 14.    | 25,50 millió |
| 22.  | 22. | Szerző, szerző (Author, author)                                                | James Burrows | Don Seigel és Jerry Perzigian          | 1994. május 5.       | 26,20 millió |
| 23.  | 23. | Frasier Crane szabadnapja (Frasier Crane's Day Off)                            | James Burrows | Chuck Ranberg és Anne Flett-Giordano   | 1994. május 12.      | 22,30 millió |
| 24.  | 24. | Kávé és Niles (My Coffee with Niles)                                           | James Burrows | David Angell és Peter Casey            | 1994. május 19.      | 29,70 millió |

## 2. évad (1994-1995)
| Sor. | Év. | Cím                                                                                         | Rendező                  | Író                                           | Premier              | Nézettség    |
| ---- | --- | ------------------------------------------------------------------------------------------- | ------------------------ | --------------------------------------------- | -------------------- | ------------ |
| 25.  | 1.  | Lassú tangó Seattle délvidékén (Slow Tango in South Seattle)                                | James Burrows            | Martin Weiss                                  | 1994. szeptember 20. | 20,70 millió |
| 26.  | 2.  | A legfájóbb seb (The Unkindest Cut of All)                                                  | Rick Beren               | Dave Hackel                                   | 1994. szeptember 27. | 20,60 millió |
| 27.  | 3.  | A kerítő (The Matchmaker)                                                                   | David Lee                | Joe Keenan                                    | 1994. október 4.     | 22,40 millió |
| 28.  | 4.  | A lisztgyermek (Flour Child)                                                                | James Burrows            | Christopher Lloyd                             | 1994. október 11.    | 23,40 millió |
| 29.  | 5.  | A Duke's bár? Nem ismerem (Duke's, We Hardly Knew Ye)                                       | James Burrows            | Linda Morris és Vic Rauseo                    | 1994. október 18.    | 21,00 millió |
| 30.  | 6.  | A Crane-klán kontár nyelve (The Botched Language of Cranes)                                 | David Lee                | Joe Keenan                                    | 1994. november 1.    | 23,80 millió |
| 31.  | 7.  | A jelölt (The Candidate)                                                                    | James Burrows            | Chuck Ranberg és Anne Flett-Giordano          | 1994. november 8.    | 19,20 millió |
| 32.  | 8.  | Kalandok a Paradicsomban 1. rész (Adventures in Paradise Part 1)                            | James Burrows            | Ken Levine és David Isaacs                    | 1994. november 15.   | 21,80 millió |
| 33.  | 9.  | Kalandok a Paradicsomban 2. rész (Adventures in Paradise Part 2)                            | James Burrows            | Ken Levine és David Isaacs                    | 1994. november 22.   | 24,20 millió |
| 34.  | 10. | A csatabárd elásása (Burying a Grudge)                                                      | Andy Ackerman            | David Lloyd                                   | 1994. november 29.   | 22,50 millió |
| 35.  | 11. | A trónon ülök (Seat of Power)                                                               | James Burrows            | Steven Levitan                                | 1994. december 13.   | 21,10 millió |
| 36.  | 12. | Roz a kutyaólban (Roz in the Doghouse)                                                      | James Burrows            | Chuck Ranberg és Anne Flett-Giordano          | 1995. január 3.      | 24,10 millió |
| 37.  | 13. | A nyugdíj – gyilkosság (Retirement is Murder)                                               | Alan Myerson             | Elias Davis és David Pollock                  | 1995. január 10.     | 21,10 millió |
| 38.  | 14. | Okos ember nem hagyja magát kétszer becsapni (Fool Me Once, Shame on You. Fool Me Twice...) | Philip Charles MacKenzie | Christopher Lloyd                             | 1995. február 7.     | 21,30 millió |
| 39.  | 15. | Ha te megmutatod, én is megmutatom (You Scratch My Book...)                                 | Andy Ackerman            | Joe Keenan                                    | 1995. február 14.    | 19,40 millió |
| 40.  | 16. | Sam megjelenik (The Show Where Sam Shows Up)                                                | James Burrows            | Ken Levine és David Isaacs                    | 1995. február 21.    | 26,40 millió |
| 41.  | 17. | Daphne szobája (Daphne's Room)                                                              | David Lee                | Linda Morris és Vic Rauseo                    | 1995. február 28.    | 21,10 millió |
| 42.  | 18. | A klub (The Club)                                                                           | David Lee                | Elias Davis és David Pollock                  | 1995. március 21.    | 19,80 millió |
| 43.  | 19. | Valaki, aki vigyáz rám (Someone to Watch Over Me)                                           | James Burrows            | Don Seigel                                    | 1995. március 28.    | 22,00 millió |
| 44.  | 20. | Ami megtöri a jeget (Breaking the Ice)                                                      | Philip Charles MacKenzie | Steven Levitan                                | 1995. április 18.    | 20,60 millió |
| 45.  | 21. | Egy felejthető affér (An Affair to Forget)                                                  | Philip Charles MacKenzie | Chuck Ranberg és Anne Flett-Giordano          | 1995. május 2.       | 17,90 millió |
| 46.  | 22. | Amerikai ügynökök, 3. rész (Agents in America, Part III)                                    | Philip Charles MacKenzie | Joe Keenan                                    | 1995. május 9.       | 17,90 millió |
| 47.  | 23. | A vendéglősök (The Innkeepers)                                                              | James Burrows            | David Lloyd                                   | 1995. május 16.      | 17,90 millió |
| 48.  | 24. | Sötét győzelem (Dark Victory)                                                               | James Burrows            | Christopher Lloyd, Linda Morris és Vic Rauseo | 1995. május 23.      | 18,90 millió |

## 3. évad (1995-1996)
| Sor. | Év. | Cím                                                                            | Rendező                  | Író | Premier              | Nézettség    |
| ---- | --- | ------------------------------------------------------------------------------ | ------------------------ | --- | -------------------- | ------------ |
| 49.  | 1.  | A nő a főnök (She's the Boss)                                                  | Philip Charles MacKenzie | Chuck Ranberg és Anne Flett-Giordano                                                                                       | 1995. szeptember 19. | 21,80 millió |
| 50.  | 2.  | Pszichiáterek terápiája (Shrink Rap)                                           | David Lee                | Christopher Lloyd | 1995. szeptember 26. | 20,60 millió |
| 51.  | 3.  | Martin a maga módján (Martin Does It His Way)                                  | Philip Charles MacKenzie | David Lloyd | 1995. október 10.    | 25,90 millió |
| 52.  | 4.  | Megáll az ész (Leapin' Lizards)                                                | Philip Charles MacKenzie | Chuck Ranberg és Anne Flett-Giordano                                                                                       | 1995. október 31.    | 18,60 millió |
| 53.  | 5.  | Bornál is édesebb csókok (Kisses Sweeter Than Wine)                            | Philip Charles MacKenzie | Anne Flett-Giordano | 1995. november 7.    | 19,90 millió |
| 54.  | 6.  | Egy ágyban az ellenséggel (Sleeping with the Enemy)                            | Jeff Melman              | Linda Morris és Vic Rauseo                                                                                                 | 1995. november 14.   | 18,80 millió |
| 55.  | 7.  | A rosszfiú és a rosszlány kalandjai (The Adventures of Bad Boy and Dirty Girl) | Philip Charles MacKenzie | Joe Keenan | 1995. november 21.   | 20,50 millió |
| 56.  | 8.  | Amikor utoljára láttam Maris-t (The Last Time I Saw Maris)                     | Philip Charles MacKenzie | Ian Gurvitz | 1995. november 28.   | 22,90 millió |
| 57.  | 9.  | Frasier Grincs (Frasier Grinch)                                                | Philip Charles MacKenzie | David Lloyd | 1995. december 19.   | 24,80 millió |
| 58.  | 10. | Nehéz búcsúzkodni, ha maradsz (It's Hard to Say Goodbye If You Won't Leave)    | Philip Charles MacKenzie | Steven Levitan | 1996. január 9.      | 23,00 millió |
| 59.  | 11. | A barát (The Friend)                                                           | Philip Charles MacKenzie | Jack Burditt | 1996. január 16.     | 19,30 millió |
| 60.  | 12. | Gyere, aludj nálam! (Come Lie with Me)                                         | Philip Charles MacKenzie | Steven Levitan | 1996. január 30.     | 21,30 millió |
| 61.  | 13. | Holdfénytánc (Moon Dance)                                                      | Kelsey Grammer           | Joe Keenan, Christopher Lloyd, Rob Greenberg, Jack Burditt, Chuck Ranberg, Anne Flett-Giordano, Linda Morris és Vic Rauseo | 1996. február 6.     | 22,90 millió |
| 62.  | 14. | Diane visszajön (The Show Where Diane Comes Back)                              | James Burrows            | Christopher Lloyd | 1996. február 13.    | 19,80 millió |
| 63.  | 15. | A nagyokosnak üzenem (A Word to the Wiseguy)                                   | Philip Charles MacKenzie | Joe Keenan | 1996. február 20.    | 20,50 millió |
| 64.  | 16. | Nézz le, mielőtt megszöksz (Look Before You Leap)                              | James Burrows            | Chuck Ranberg és Anne Flett-Giordano                                                                                       | 1996. február 27.    | 20,80 millió |
| 65.  | 17. | A Crane-fennsík csavargója (High Crane Drifter)                                | Philip Charles MacKenzie | Jack Burditt | 1996. március 12.    | 20,30 millió |
| 66.  | 18. | Sakkos állapotban (Chess Pains)                                                | Gordon Hunt              | Rob Greenberg | 1996. március 26.    | 21,50 millió |
| 67.  | 19. | Crane kontra Crane (Crane vs. Crane)                                           | Philip Charles MacKenzie | David Lloyd | 1996. április 9.     | 20,10 millió |
| 68.  | 20. | Rendőrsztori (Police Story)                                                    | Philip Charles MacKenzie | Sy Rosen | 1996. április 23.    | 21,10 millió |
| 69.  | 21. | Nem zörög a haraszt, ha a füst nem fújja (Where There's Smoke, There's Fired)  | Philip Charles MacKenzie | Joe Keenan | 1996. április 30.    | 18,20 millió |
| 70.  | 22. | Frazier szereti Rozt (Frasier Loves Roz)                                       | Philip Charles MacKenzie | Suzanne Martin | 1996. május 7.       | 17,80 millió |
| 71.  | 23. | A fókuszcsoport (The Focus Group)                                              | Philip Charles MacKenzie | Rob Greenberg | 1996. május 14.      | 17,30 millió |
| 72.  | 24. | Újra hazamehetsz (You Can Go Home Again)                                       | David Lee                | Linda Morris és Vic Rauseo                                                                                                 | 1996. május 21.      | 16,80 millió |

## 4. évad (1996-1997)
| Sor. | Év. | Cím                                                                         | Rendező        | Író                                  | Premier              | Nézettség    |
| ---- | --- | --------------------------------------------------------------------------- | -------------- | ------------------------------------ | -------------------- | ------------ |
| 73.  | 1.  | A két Mrs. Crane (The Two Mrs. Cranes)                                      | David Lee      | Joe Keenan                           | 1996. szeptember 17. | 21,77 millió |
| 74.  | 2.  | Kutyaharapást szerelemmel (Love Bites Dog)                                  | Jeff Melman    | Suzanne Martin                       | 1996. szeptember 24. | 19,76 millió |
| 75.  | 3.  | A lehetetlen álom (The Impossible Dream)                                    | David Lee      | Rob Greenberg                        | 1996. október 15.    | 14,50 millió |
| 76.  | 4.  | A Crane-kritika (A Crane's Critique)                                        | Jeff Melman    | Dan Cohen és F. J. Pratt             | 1996. október 22.    | 15,50 millió |
| 77.  | 5.  | Manipuláció (Head Game)                                                     | David Lee      | Rob Greenberg                        | 1996. november 12.   | 20,41 millió |
| 78.  | 6.  | Vegyespárosok (Mixed Doubles)                                               | Jeff Melman    | Christopher Lloyd                    | 1996. november 19.   | 18,44 millió |
| 79.  | 7.  | Hálaadás Lilith-tel (A Lilith Thanksgiving)                                 | Jeff Melman    | Chuck Ranberg és Anne Flett-Giordano | 1996. november 26.   | 19,57 millió |
| 80.  | 8.  | Miatyánk, aki nem vagy a mennyekben (Our Father Whose Art Ain't Heaven)     | Jeff Melman    | Michael B. Kaplan                    | 1996. december 10.   | 16,93 millió |
| 81.  | 9.  | Apának Sherry-t, a fiúknak semmit (Dad Loves Sherry, the Boys Just Whine)   | James Burrows  | Joe Keenan                           | 1997. január 7.      | 19,10 millió |
| 82.  | 10. | Hazug! Hazug! (Liar! Liar!)                                                 | James Burrows  | Chuck Ranberg és Anne Flett-Giordano | 1997. január 14.     | 18,06 millió |
| 83.  | 11. | A kégli három napja (Three Days of the Condo)                               | David Lee      | Michael B. Kaplan                    | 1997. január 21.     | 19,08 millió |
| 84.  | 12. | A halál és a kutya (Death and the Dog)                                      | James Burrows  | Suzanne Martin                       | 1997. február 11.    | 15,26 millió |
| 85.  | 13. | Libidó-libikóka (Four for the Seesaw)                                       | Jeff Melman    | David Lloyd                          | 1997. február 18.    | 15,40 millió |
| 86.  | 14. | Ne bántsátok a beszélő madarat! (To Kill a Talking Bird)                    | David Lee      | Jeffrey Richman                      | 1997. február 25.    | 17,15 millió |
| 87.  | 15. | Roz Krantza és Gouldenstein halott (Roz's Krantz and Gouldenstein Are Dead) | Jeff Melman    | William Lucas Walker                 | 1997. március 11.    | 17,36 millió |
| 88.  | 16. | Nem született tehetség (The Unnatural)                                      | Pamela Fryman  | Michael B. Kaplan                    | 1997. április 1.     | 16,90 millió |
| 89.  | 17. | Következik: Roz (Roz's Turn)                                                | Joyce Gittlin  | Joe Keenan                           | 1997. április 15.    | 15,98 millió |
| 90.  | 18. | Amatőr rádió (Ham Radio)                                                    | David Lee      | David Lloyd                          | 1997. április 22.    | 15,39 millió |
| 91.  | 19. | Három randi és szakítás 1. rész (Three Dates and a Break Up Part 1)         | Jeff Melman    | Rob Greenberg                        | 1997. április 29.    | 15,77 millió |
| 92.  | 20. | Három randi és szakítás 2. rész (Three Dates and a Break Up Part 2)         | Jeff Melman    | Rob Greenberg                        | 1997. április 29.    | 15,77 millió |
| 93.  | 21. | Daphne utálja Sherry-t (Daphne Hates Sherry)                                | Kelsey Grammer | Chuck Ranberg és Anne Flett-Giordano | 1997. május 6.       | 14,66 millió |
| 94.  | 22. | Terítéken a válás (Are You Being Served?)                                   | Gordon Hunt    | William Lucas Walker                 | 1997. május 13.      | 16,26 millió |
| 95.  | 23. | Ne kérdezz tőlem semmit (Ask Me No Questions)                               | Jeff Melman    | Dan Cohen és F. J. Pratt             | 1997. május 20.      | 19,23 millió |
| 96.  | 24. | A kívülálló (Odd Man Out)                                                   | Jeff Melman    | Suzanne Martin                       | 1997. május 20.      | 20,01 millió |

## 5. évad (1997-1998)
| Sor. | Év. | Cím                                                                      | Rendező        | Író                               | Premier              | Nézettség    |
| ---- | --- | ------------------------------------------------------------------------ | -------------- | --------------------------------- | -------------------- | ------------ |
| 97.  | 1.  | Frasier képzeletbeli barátja (Frasier's Imaginary Friend)                | David Lee      | Rob Greenberg                     | 1997. szeptember 23. | 21,54 millió |
| 98.  | 2.  | Ajándék lónak... (The Gift Horse)                                        | Pamela Fryman  | Ron Darian                        | 1997. szeptember 30. | 19,56 millió |
| 99.  | 3.  | Halloween (Halloween)                                                    | Pamela Fryman  | Suzanne Martin                    | 1997. október 28.    | 20,72 millió |
| 100. | 4.  | A kölyök (The Kid)                                                       | Jeff Melman    | Jeffrey Richman és Suzanne Martin | 1997. november 4.    | 20,01 millió |
| 101. | 5.  | Az 1000. adás (The 1000th Show)                                          | David Lee      | Christopher Lloyd és Joe Keenan   | 1997. november 11.   | 18,82 millió |
| 102. | 6.  | Az elátkozott út (Voyage of the Damned)                                  | Pamela Fryman  | Jeffrey Richman                   | 1997. november 18.   | 17,76 millió |
| 103. | 7.  | Frasier Doolittle (My Fair Frasier)                                      | Jeff Melman    | Jay Kogen                         | 1997. november 25.   | 17,75 millió |
| 104. | 8.  | Nehéz búcsút inteni (Desperately Seeking Closure)                        | Pamela Fryman  | Rob Hanning                       | 1997. december 9.    | 17,82 millió |
| 105. | 9.  | A karácsony perspektívái (Perspectives on Christmas)                     | David Lee      | Christopher Lloyd                 | 1997. december 16.   | 19,23 millió |
| 106. | 10. | Ahol minden brit pasi tudja, ki vagy (Where Every Bloke Knows Your Name) | Jeff Melman    | Rob Hanning                       | 1998. január 6.      | 18,18 millió |
| 107. | 11. | A döntésem senkire sem tartozik (Ain't Nobody's Business If I Do)        | David Lee      | Jay Kogen                         | 1998. január 13.     | 19,61 millió |
| 108. | 12. | Állatkerti történet (The Zoo Story)                                      | Pamela Fryman  | Joe Keenan                        | 1998. január 20.     | 16,61 millió |
| 109. | 13. | A Maris rossz tanácsadó (The Maris Counselor)                            | Jeff Melman    | David Lloyd                       | 1998. február 3.     | 18,41 millió |
| 110. | 14. | A síházban (The Ski Lodge)                                               | David Lee      | Joe Keenan                        | 1998. február 24.    | 17,55 millió |
| 111. | 15. | Szobaszervíz (Room Service)                                              | David Lee      | Ken Levine és David Isaacs        | 1998. március 3.     | 18,34 millió |
| 112. | 16. | Óvakodj a görögöktől (Beware of Greeks)                                  | Jeff Melman    | David Lloyd                       | 1998. március 17.    | 16,37 millió |
| 113. | 17. | A tökéletes pasi (The Perfect Guy)                                       | Jeff Melman    | Rob Greenberg                     | 1998. március 24.    | 18,07 millió |
| 114. | 18. | Rossz kutya (Bad Dog)                                                    | Pamela Fryman  | Suzanne Martin                    | 1998. április 7.     | 15,93 millió |
| 115. | 19. | Frasier vágyai (Frasier Gotta Have It)                                   | Dan Butler     | Rob Greenberg                     | 1998. április 21.    | 16,11 millió |
| 116. | 20. | Első randi (First Date)                                                  | Kelsey Grammer | Rob Hanning                       | 1998. április 28.    | 19,31 millió |
| 117. | 21. | Roz és a nózi (Roz and the Schnoz)                                       | Ken Levine     | Jeffrey Richman                   | 1998. május 5.       | 16,66 millió |
| 118. | 22. | Partiarcok (The Life of the Party)                                       | Jeff Melman    | Suzanne Martin és Jeffrey Richman | 1998. május 12.      | 15,61 millió |
| 119. | 23. | Parti, parti (Party, Party)                                              | Jeff Melman    | David Lloyd                       | 1998. május 19.      | 17,73 millió |
| 120. | 24. | Szép álmok (Sweet Dreams)                                                | Sheldon Epps   | Jay Kogen                         | 1998. május 19.      | 21,30 millió |

## 6. évad (1998-1999)
| Sor. | Év. | Cím                                                                  | Rendező        | Író                               | Premier              | Nézettség    |
| ---- | --- | -------------------------------------------------------------------- | -------------- | --------------------------------- | -------------------- | ------------ |
| 121. | 1.  | Te jó ég (Good Grief)                                                | Pamela Fryman  | Christopher Lloyd                 | 1998. szeptember 24. | 28,30 millió |
| 122. | 2.  | Frasier átka (Frasier's Curse)                                       | Pamela Fryman  | Jay Kogen                         | 1998. október 1.     | 25,18 millió |
| 123. | 3.  | Martin telefonhívásra (Dial M for Martin)                            | Ken Lamkin     | Rob Greenberg                     | 1998. október 8.     | 25,66 millió |
| 124. | 4.  | Tuti jegyek (Hot Ticket)                                             | David Lee      | Jeffrey Richman                   | 1998. október 15.    | 22,24 millió |
| 125. | 5.  | Először is, ne árts (First, Do No Harm)                              | Sheldon Epps   | Jordan Hawley és William Schifrin | 1998. október 29.    | 24,64 millió |
| 126. | 6.  | Titkos hódoló (Secret Admirer)                                       | Pamela Fryman  | Lori Kirkland                     | 1998. november 5.    | 22,12 millió |
| 127. | 7.  | Hogyan ássunk el egy milliomost (How to Bury a Millionaire)          | Pamela Fryman  | Lori Kirkland                     | 1998. november 12.   | 22,00 millió |
| 128. | 8.  | A fóka, aki vacsorára jött (The Seal Who Came to Dinner)             | David Lee      | Joe Keenan                        | 1998. november 19.   | 21,68 millió |
| 129. | 9.  | A Roz hitelkonstrukció (Roz, a Loan)                                 | Pamela Fryman  | Janis Hirsch                      | 1998. december 10.   | 23,64 millió |
| 130. | 10. | Boldog karácsonyt, Mrs. Moskowitz! (Merry Christmas, Mrs. Moskowitz) | Kelsey Grammer | Jay Kogen                         | 1998. december 17.   | 24,99 millió |
| 131. | 11. | A jó szamaritánus (Good Samaritan)                                   | Sheldon Epps   | Alex Gregory és Peter Huyck       | 1999. január 7.      | 24,56 millió |
| 132. | 12. | A szüleink, mi magunk (Our Parents, Ourselves)                       | Pamela Fryman  | Janis Hirsch                      | 1999. január 21.     | 23,59 millió |
| 133. | 13. | Woody megjelenik (The Show Where Woody Shows Up)                     | Pamela Fryman  | Rob Greenberg                     | 1999. február 4.     | 24,83 millió |
| 134. | 14. | Három Valentin (Three Valentines)                                    | Kelsey Grammer | Rob Hanning                       | 1999. február 11.    | 25,83 millió |
| 135. | 15. | Az igazat megvallva (To Tell the Truth)                              | David Lee      | Rob Hanning                       | 1999. február 18.    | 27,74 millió |
| 136. | 16. | Csalétkek (Decoys)                                                   | Pamela Fryman  | David Lloyd                       | 1999. február 25.    | 25,57 millió |
| 137. | 17. | Vacsoraparti (Dinner Party)                                          | David Lee      | Jeffrey Richman                   | 1999. március 11.    | 21,94 millió |
| 138. | 18. | Végzetes sztepptánc a Montanában (Taps at the Montana)               | David Lee      | David Lloyd                       | 1999. március 25.    | 23,11 millió |
| 139. | 19. | IQ (IQ)                                                              | David Lee      | Rob Hanning és Jay Kogen          | 1999. április 8.     | 21,70 millió |
| 140. | 20. | Dr. Nora (Dr. Nora)                                                  | Katy Garretson | Joe Keenan                        | 1999. április 29.    | 21,41 millió |
| 141. | 21. | Amikor a férfi két nőt szeret (When a Man Loves Two Women)           | David Lee      | Alex Gregory és Peter Huyck       | 1999. május 6.       | 20,04 millió |
| 142. | 22. | Daphne látomásai (Visions of Daphne)                                 | Robert H. Egan | Janis Hirsch és Lori Kirkland     | 1999. május 13.      | 21,49 millió |
| 143. | 23. | Seattle-i döntetlen 1. rész (Shutout in Seattle Part 1)              | Pamela Fryman  | David Isaacs                      | 1999. május 20.      | 27,23 millió |
| 144. | 24. | Seattle-i döntetlen 2. rész (Shutout in Seattle Part 2)              | Pamela Fryman  | David Isaacs                      | 1999. május 20.      | 27,23 millió |

## 7. évad (1999-2000)
| Sor. | Év. | Cím                                                                              | Rendező        | Író                             | Premier              | Nézettség    |
| ---- | --- | -------------------------------------------------------------------------------- | -------------- | ------------------------------- | -------------------- | ------------ |
| 145. | 1.  | Momma Mia (Momma Mia)                                                            | Kelsey Grammer | Rob Hanning                     | 1999. szeptember 23. | 25,24 millió |
| 146. | 2.  | Az örömapa (Father of the Bride)                                                 | David Lee      | Mark Reisman                    | 1999. szeptember 30. | 23,74 millió |
| 147. | 3.  | Rádiósok háborúja (Radio Wars)                                                   | Sheldon Epps   | Sam Johnson és Chris Marcil     | 1999. október 7.     | 21,32 millió |
| 148. | 4.  | Kritizálni bárki tud (Everyone's a Critic)                                       | Pamela Fryman  | Joe Keenan                      | 1999. október 14.    | 20,93 millió |
| 149. | 5.  | A kutya, amely a bölcsőt ringatja (The Dog That Rocks the Cradle)                | Pamela Fryman  | Bob Daily                       | 1999. október 21.    | 22,04 millió |
| 150. | 6.  | Riválisok (Rivals)                                                               | Katy Garretson | Christopher Lloyd               | 1999. november 4.    | 20,65 millió |
| 151. | 7.  | Cár születik (A Tsar is Born)                                                    | Pamela Fryman  | Charlie Hauck                   | 1999. november 11.   | 18,61 millió |
| 152. | 8.  | A megboldogult Dr. Crane (The Late Dr. Crane)                                    | Robert H. Egan | Rob Hanning                     | 1999. november 18.   | 18,94 millió |
| 153. | 9.  | A hálátlan szülők (The Apparent Trap)                                            | Kelsey Grammer | Dan O'Shannon                   | 1999. november 25.   | 20,49 millió |
| 154. | 10. | Visszabeszélés (Back Talk)                                                       | Pamela Fryman  | Lori Kirkland                   | 1999. december 9.    | 23,72 millió |
| 155. | 11. | A karácsonyi előtti veszekedés (The Fight Before Christmas)                      | Pamela Fryman  | Jon Sherman                     | 1999. december 16.   | 28,54 millió |
| 156. | 12. | Az út harcosa (RDWRER)                                                           | Kelsey Grammer | Sam Johnson és Chris Marcil     | 2000. január 6.      | 24,08 millió |
| 157. | 13. | A mi dalunkat játsszák (They're Playing Our Song)                                | David Lee      | David Lloyd                     | 2000. január 13.     | 19,41 millió |
| 158. | 14. | Középiskolai kaland (Big Crane on Campus)                                        | Sheldon Epps   | Mark Reisman                    | 2000. február 3.     | 20,47 millió |
| 159. | 15. | Apa előbújik (Out with Dad)                                                      | David Lee      | Joe Keenan                      | 2000. február 10.    | 20,27 millió |
| 160. | 16. | Dr. Mary különös esete (Something About Dr. Mary)                                | Wil Shriner    | Jay Kogen                       | 2000. február 17.    | 21,70 millió |
| 161. | 17. | Borbánat Klub (Whine Club)                                                       | Kelsey Grammer | Bob Daily és Jon Sherman        | 2000. február 24.    | 21,26 millió |
| 162. | 18. | Vad vágta (Hot Pursuit)                                                          | Sheldon Epps   | Charlie Hauck                   | 2000. március 23.    | 20,00 millió |
| 163. | 19. | Jó szórakozást a reggelihez! (Morning Becomes Entertainment)                     | Pamela Fryman  | Rob Hanning és Jay Kogen        | 2000. április 6.     | 16,66 millió |
| 164. | 20. | Légy hű a régi önmagadhoz (To Thine Old Self Be True)                            | Robert H. Egan | Dan O'Shannon                   | 2000. április 27.    | 20,39 millió |
| 165. | 21. | Frasier három arca (The Three Faces of Frasier)                                  | Pamela Fryman  | Jon Sherman                     | 2000. május 4.       | 16,75 millió |
| 166. | 22. | A Hold sötét oldala (Dark Side of the Moon)                                      | David Lee      | Lori Kirkland                   | 2000. május 11.      | 22,96 millió |
| 167. | 23. | Valami kölcsönvett, valami kék 1. rész (Something Borrowed, Someone Blue Part 1) | Pamela Fryman  | Christopher Lloyd és Joe Keenan | 2000. május 18.      | 33,70 millió |
| 168. | 24. | Valami kölcsönvett, valami kék 2. rész (Something Borrowed, Someone Blue Part 2) | Pamela Fryman  | Christopher Lloyd és Joe Keenan | 2000. május 18.      | 33,70 millió |

## 8. évad (2000-2001)
| Sor. | Év. | Cím                                                                                          | Rendező        | Író                                                           | Premier            | Nézettség    |
| ---- | --- | -------------------------------------------------------------------------------------------- | -------------- | ------------------------------------------------------------- | ------------------ | ------------ |
| 169. | 1.  | És boldogan éltek, amíg meg nem haltak 1. rész (And the Dish Ran Away with the Spoon Part 1) | Pamela Fryman  | David Angell és Peter Casey                                   | 2000. október 24.  | 28,64 millió |
| 170. | 2.  | És boldogan éltek, amíg meg nem haltak 2. rész (And the Dish Ran Away with the Spoon Part 2) | Pamela Fryman  | David Angell és Peter Casey                                   | 2000. október 24.  | 28,64 millió |
| 171. | 3.  | A rossz fiú (The Bad Son)                                                                    | Sheldon Epps   | Rob Hanning                                                   | 2000. október 31.  | 18,62 millió |
| 172. | 4.  | A nagy rablás Crane módra (The Great Crane Robbery)                                          | Katy Garretson | Gayle Abrams                                                  | 2000. november 14. | 18,16 millió |
| 173. | 5.  | Megengedjük magunknak (Taking Liberties)                                                     | Kelsey Grammer | Sam Johnson és Chris Marcil                                   | 2000. november 21. | 18,06 millió |
| 174. | 6.  | Szerelem a jogvita idején (Legal Tender Love and Care)                                       | Pamela Fryman  | Saladin K. Patterson                                          | 2000. november 28. | 17,85 millió |
| 175. | 7.  | Az új barát (The New Friend)                                                                 | Scott Ellis    | Bob Daily                                                     | 2000. december 5.  | 16,37 millió |
| 176. | 8.  | Mary-ben gazdag karácsonyt! (Mary Christmas)                                                 | Pamela Fryman  | Eric Zicklin                                                  | 2000. december 12. | 15,87 millió |
| 177. | 9.  | Frasier elfárad (Frasier's Edge)                                                             | David Lee      | Jon Sherman és Dan O'Shannon                                  | 2001. január 9.    | 18,10 millió |
| 178. | 10. | A Crane család a vadonban (Cranes Unplugged)                                                 | Sheldon Epps   | Lori Kirkland                                                 | 2001. január 16.   | 17,86 millió |
| 179. | 11. | Motorikus képességek (Motor Skills)                                                          | Pamela Fryman  | Történet: Sam Johnson és Chris Marcil Tévéjáték: Eric Zicklin | 2001. január 30.   | 17,11 millió |
| 180. | 12. | A műsornak nem kell folytatódnia (The Show Must Go Off)                                      | Robert H. Egan | Mark Reisman                                                  | 2001. február 6.   | 14,23 millió |
| 181. | 13. | Frasier kétszer (Sliding Frasiers)                                                           | Pamela Fryman  | Dan O'Shannon és Bob Daily                                    | 2001. február 13.  | 14,69 millió |
| 182. | 14. | Vágyakozó szív (Hungry Heart)                                                                | Kelsey Grammer | Gayle Abrams                                                  | 2001. február 20.  | 16,61 millió |
| 183. | 15. | Kosaras Crane-ek (Hooping Cranes)                                                            | Kelsey Grammer | Jon Sherman                                                   | 2001. február 27.  | 12,91 millió |
| 184. | 16. | Doku.Dráma (Docu.Drama)                                                                      | David Lee      | Sam Johnson és Chris Marcil                                   | 2001. március 6.   | 17,72 millió |
| 185. | 17. | Ketten kellenek a káoszhoz (It Takes Two to Tangle)                                          | Wil Shriner    | Rob Hanning                                                   | 2001. március 27.  | 15,67 millió |
| 186. | 18. | Elfeledtük, de el nem távozott (Forgotten But Not Gone)                                      | Pamela Fryman  | David Lloyd                                                   | 2001. április 17.  | 13,30 millió |
| 187. | 19. | Daphne visszatér (Daphne Returns)                                                            | Pamela Fryman  | Dan O'Shannon és Bob Daily                                    | 2001. május 1.     | 17,57 millió |
| 188. | 20. | Roz, a csodák csodája (The Wizard and Roz)                                                   | Sheldon Epps   | Saladin K. Patterson                                          | 2001. május 8.     | 14,50 millió |
| 189. | 21. | Egy félig tisztes ajánlat (Semi-Decent Proposal)                                             | Katy Garretson | Lori Kirkland                                                 | 2001. május 15.    | 15,63 millió |
| 190. | 22. | Pillanatnyi szeszély (A Passing Fancy)                                                       | Kelsey Grammer | Jon Sherman                                                   | 2001. május 15.    | 15,63 millió |
| 191. | 23. | Egy májusi nap (A Day in May)                                                                | Kelsey Grammer | Eric Zicklin és Lori Kirkland                                 | 2001. május 22.    | 17,88 millió |
| 192. | 24. | A Crane család a Karib-szigeteken (Cranes Go Caribbean)                                      | Kelsey Grammer | Mark Reisman és Rob Hanning                                   | 2001. május 22.    | 17,88 millió |

## 9. évad (2001-2002)
| Sor. | Év. | Cím                                                       | Rendező        | Író                         | Premier              | Nézettség    |
| ---- | --- | --------------------------------------------------------- | -------------- | --------------------------- | -------------------- | ------------ |
| 193. | 1.  | Don Juan a pokolban 1. rész (Don Juan in Hell Part 1)     | Kelsey Grammer | Sam Johnson és Chris Marcil | 2001. szeptember 25. | 19,55 millió |
| 194. | 2.  | Don Juan a pokolban 2. rész (Don Juan in Hell Part 2)     | Kelsey Grammer | Lori Kirkland               | 2001. szeptember 25. | 19,55 millió |
| 195. | 3.  | Daphne első megkísértése (The First Temptation of Daphne) | Kelsey Grammer | Gayle Abrams                | 2001. október 2.     | 16,47 millió |
| 196. | 4.  | Martin Crane visszatérése (The Return of Martin Crane)    | David Lee      | Dan O'Shannon és Bob Daily  | 2001. október 9.     | 15,10 millió |
| 197. | 5.  | A szerelem bűzlik (Love Stinks)                           | Katy Garretson | Saladin K. Patterson        | 2001. október 16.    | 15,48 millió |
| 198. | 6.  | Egy hősökkel teli szoba (Room Full of Heroes)             | Wil Shriner    | Eric Zicklin                | 2001. október 30.    | 15,41 millió |
| 199. | 7.  | A fotelnek fuccs (Bla-Z-Boy)                              | Robert H. Egan | Jon Sherman                 | 2001. november 6.    | 14,47 millió |
| 200. | 8.  | A kétszázadik rész (The Two Hundredth Episode)            | David Lee      | Rob Hanning                 | 2001. november 13.   | 19,27 millió |
| 201. | 9.  | Kirby-n osztozunk (Sharing Kirby)                         | Kelsey Grammer | Heide Perlman               | 2001. november 20.   | 16,38 millió |
| 202. | 10. | A feltörekvő ügynök (Junior Agent)                        | Scott Ellis    | Bob Daily                   | 2001. november 27.   | 16,42 millió |
| 203. | 11. | Hajrá, Martin! (Bully for Martin)                         | Stuart Ross    | Eric Zicklin                | 2001. december 11.   | 14,04 millió |
| 204. | 12. | Anya csak egy van 1. rész (Mother Load Part 1)            | Sheldon Epps   | Lori Kirkland               | 2002. január 8.      | 14,31 millió |
| 205. | 13. | Anya csak egy van 2. rész (Mother Load Part 2)            | Sheldon Epps   | Lori Kirkland               | 2002. január 15.     | 13,78 millió |
| 206. | 14. | Korai művek (Juvenilia)                                   | Katy Garretson | Sam Johnson és Chris Marcil | 2002. január 22.     | 14,76 millió |
| 207. | 15. | A lánykérés (The Proposal)                                | Wil Shriner    | Rob Hanning                 | 2002. február 5.     | 18,99 millió |
| 208. | 16. | Szerencsekerekek (Wheels of Fortune)                      | Jerry Zaks     | Ken Levine és David Isaacs  | 2002. február 26.    | 17,78 millió |
| 209. | 17. | Három vakrandi (Three Blind Dates)                        | Kelsey Grammer | Gayle Abrams                | 2002. március 5.     | 14,43 millió |
| 210. | 18. | Világok harca (War of the Words)                          | Sheldon Epps   | Saladin K. Patterson        | 2002. március 12.    | 14,85 millió |
| 211. | 19. | Halálcsapda (Deathtrap)                                   | Kelsey Grammer | Jon Sherman                 | 2002. április 2.     | 14,18 millió |
| 212. | 20. | Színlelt szeretet (The Love You Fake)                     | Katy Garretson | Sam Johnson és Chris Marcil | 2002. április 9.     | 14,13 millió |
| 213. | 21. | Boldog búcsúk (Cheerful Goodbyes)                         | Sheldon Epps   | Heide Perlman               | 2002. április 30.    | 15,82 millió |
| 214. | 22. | Washingtoni vasakarat (Frasier Has Spokane)               | Wil Shriner    | Eric Zicklin                | 2002. május 7.       | 13,56 millió |
| 215. | 23. | Dupla bűntudat (The Guilt Trippers)                       | Wil Shriner    | Lori Kirkland               | 2002. május 14.      | 17,23 millió |
| 216. | 24. | A holdak Seattle felett (Moons Over Seattle)              | Sheldon Epps   | Bob Daily                   | 2002. május 21.      | 16,50 millió |

## Különkiadás (2001)
| Sor. | Év. | Cím                    | Rendező        | Premier            | Nézettség    |
| ---- | --- | ---------------------- | -------------- | ------------------ | ------------ |
| 1.   | 1.  | 200th Special Outtakes | Kelsey Grammer | 2001. november 13. | 19,28 millió |

## 10. évad (2002-2003)
| Sor. | Év. | Cím                                                   | Rendező         | Író                                       | Premier              | Nézettség    |
| ---- | --- | ----------------------------------------------------- | --------------- | ----------------------------------------- | -------------------- | ------------ |
| 217. | 1.  | A gyűrűciklus (The Ring Cycle)                        | Kelsey Grammer  | Jon Sherman                               | 2002. szeptember 24. | 21,12 millió |
| 218. | 2.  | Ellenség a kapunál (Enemy at the Gate)                | Kelsey Grammer  | Lori Kirkland                             | 2002. október 1.     | 14,50 millió |
| 219. | 3.  | A vezetőhelyettes (Proxy Prexy)                       | Cynthia J. Popp | Chris Marcil                              | 2002. október 8.     | 14,28 millió |
| 220. | 4.  | Távoli rokon (Kissing Cousin)                         | Scott Ellis     | Eric Zicklin                              | 2002. október 15.    | 13,82 millió |
| 221. | 5.  | Mesék a kriptából (Tales from the Crypt)              | David Lee       | Saladin K. Patterson                      | 2002. október 29.    | 12,72 millió |
| 222. | 6.  | Star micvó (Star Mitzvah)                             | Sheldon Epps    | Sam Johnson                               | 2002. november 5.    | 11,62 millió |
| 223. | 7.  | Súrolás és súrlódás (Bristle While You Work)          | Sheldon Epps    | Tom Reeder                                | 2002. november 12.   | 17,26 millió |
| 224. | 8.  | Szobák kilátással (Rooms with a View)                 | Kelsey Grammer  | Dan O'Shannon, Lori Kirkland és Bob Daily | 2002. november 19.   | 18,33 millió |
| 225. | 9.  | Ne törd össze a szívem (Don't Go Breaking My Heart)   | Jerry Zaks      | Bob Daily                                 | 2002. november 26.   | 14,67 millió |
| 226. | 10. | Mi, a két király (We Two Kings)                       | Jerry Zaks      | Patricia Breen                            | 2002. december 10.   | 13,77 millió |
| 227. | 11. | Kiesünk a keretből (Door Jam)                         | Scott Ellis     | Heide Perlman                             | 2003. január 7.      | 12,00 millió |
| 228. | 12. | Zaklatás és zűrzavar (The Harassed)                   | Kelsey Grammer  | Chris Marcil                              | 2003. január 14.     | 12,40 millió |
| 229. | 13. | Lilith szívességet kér (Lilith Needs a Favor)         | Sheldon Epps    | Lori Kirkland                             | 2003. február 4.     | 14,89 millió |
| 230. | 14. | Daphne vacsoraestje (Daphne Does Dinner)              | Katy Garretson  | Heide Perlman                             | 2003. február 11.    | 12,78 millió |
| 231. | 15. | Bombanő barátnő (Trophy Girlfriend)                   | Kelsey Grammer  | Saladin K. Patterson                      | 2003. február 18.    | 12,80 millió |
| 232. | 16. | Crane testvérek két keréken (Fraternal Schwinns)      | Sheldon Epps    | Sam Johnson                               | 2003. február 25.    | 13,05 millió |
| 233. | 17. | Kenny a kanapén (Kenny on the Couch)                  | David Lee       | Bob Daily                                 | 2003. március 4.     | 12,09 millió |
| 234. | 18. | Kaviár és kárhozat (Roe to Perdition)                 | Jerry Zaks      | Jon Sherman                               | 2003. március 18.    | 9,42 millió  |
| 235. | 19. | Némi összeszerelés szükséges (Some Assembly Required) | Wil Shriner     | Patricia Breen                            | 2003. április 1.     | 9,25 millió  |
| 236. | 20. | Viszlát, Nervosa (Farewell, Nervosa)                  | Kelsey Grammer  | Eric Zicklin                              | 2003. április 22.    | 9,30 millió  |
| 237. | 21. | Az ördög és Dr. Phil (The Devil and Dr. Phil)         | Wil Shriner     | Sam Johnson és Chris Marcil               | 2003. április 29.    | 11,08 millió |
| 238. | 22. | Apák és fiúk (Fathers and Sons)                       | Kelsey Grammer  | Jon Sherman                               | 2003. május 6.       | 10,89 millió |
| 239. | 23. | Kielemzett csók (Analyzed Kiss)                       | Katy Garretson  | Saladin K. Patterson és Heide Perlman     | 2003. május 13.      | 10,42 millió |
| 240. | 24. | Roz új pozíciója (A New Position for Roz)             | Kelsey Grammer  | Lori Kirkland                             | 2003. május 20.      | 11,47 millió |

## 11. évad (2003-2004)
| Sor. | Év. | Cím                                                                      | Rendező         | Író                                                                                  | Premier              | Nézettség    |
| ---- | --- | ------------------------------------------------------------------------ | --------------- | ------------------------------------------------------------------------------------ | -------------------- | ------------ |
| 241. | 1.  | Csak semmi szex, kérem. Ijedősek vagyunk (No Sex Please, We're Skittish) | David Lee       | Bob Daily                                                                            | 2003. szeptember 23. | 14,50 millió |
| 242. | 2.  | Az ember, a terve és a kedves: Julia (A Man, a Plan and a Gal: Julia)    | Kelsey Grammer  | Jon Sherman                                                                          | 2003. szeptember 23. | 14,50 millió |
| 243. | 3.  | A doktor úr előbújik (The Doctor is Out)                                 | David Lee       | Joe Keenan                                                                           | 2003. szeptember 30. | 11,82 millió |
| 244. | 4.  | A bébiszitter (The Babysitter)                                           | Kelsey Grammer  | Jeffrey Richman                                                                      | 2003. október 7.     | 11,69 millió |
| 245. | 5.  | Az ötödik kerék (The Placeholder)                                        | Sheldon Epps    | Lori Kirkland Baker                                                                  | 2003. október 14.    | 11,24 millió |
| 246. | 6.  | Hallgatlak (I'm Listening)                                               | Sheldon Epps    | Heide Perlman                                                                        | 2003. október 21.    | 9,58 millió  |
| 247. | 7.  | Maris visszatér (Maris Returns)                                          | Kelsey Grammer  | Chris Marcil                                                                         | 2003. november 4.    | 10,21 millió |
| 248. | 8.  | Maris, a merénylő (Murder Most Maris)                                    | Scott Ellis     | Sam Johnson                                                                          | 2003. november 11.   | 11,86 millió |
| 249. | 9.  | A neurózis virága (Guns N' Neuroses)                                     | Scott Ellis     | Jon Sherman                                                                          | 2003. november 18.   | 11,60 millió |
| 250. | 10. | A Seabee-díj izgalma (SeaBee Jeebies)                                    | Kelsey Grammer  | Patricia Breen                                                                       | 2003. december 2.    | 10,68 millió |
| 251. | 11. | Boldog betépést! (High Holidays)                                         | Sheldon Epps    | Christopher Lloyd                                                                    | 2003. december 9.    | 11,71 millió |
| 252. | 12. | Frasier Light (Frasier-Lite)                                             | Sheldon Epps    | Sam Johnson, Chris Marcil, Jeffrey Richman, Jon Sherman, Bob Daily és Patricia Breen | 2004. január 6.      | 10,92 millió |
| 253. | 13. | Ann, aki vacsorázni jött (The Ann Who Came to Dinner)                    | Scott Ellis     | Sam Johnson és Chris Marcil                                                          | 2004. január 13.     | 10,78 millió |
| 254. | 14. | Freudi elszundítás (Freudian Sleep)                                      | Cynthia J. Popp | Lori Kirkland Baker                                                                  | 2004. február 3.     | 12,20 millió |
| 255. | 15. | Rajtakapva (Caught in the Act)                                           | Kelsey Grammer  | Joe Keenan                                                                           | 2004. február 24.    | 10,11 millió |
| 256. | 16. | Huhu! (Boo!)                                                             | Katy Garretson  | Jeffrey Richman                                                                      | 2004. március 2.     | 10,42 millió |
| 257. | 17. | Tökfilkók és létrák (Coots and Ladders)                                  | Kelsey Grammer  | Heide Perlman                                                                        | 2004. március 16.    | 8,25 millió  |
| 258. | 18. | Párkereső játék (Match Game)                                             | Katy Garretson  | Bob Daily                                                                            | 2004. március 30.    | 11,23 millió |
| 259. | 19. | Miss Itt és most (Miss Right Now)                                        | Scott Ellis     | Ken Levine és David Isaacs                                                           | 2004. április 6.     | 10,36 millió |
| 260. | 20. | Hármasban Frasierrel (And Frasier Makes Three)                           | Scott Ellis     | Sam Johnson                                                                          | 2004. április 20.    | 10,77 millió |
| 261. | 21. | Kitérő (Detour)                                                          | Kelsey Grammer  | Chris Marcil                                                                         | 2004. április 27.    | 12,44 millió |
| 262. | 22. | Cserépmesék (Crock Tales)                                                | Sheldon Epps    | Jon Sherman és Bob Daily                                                             | 2004. május 4.       | 14,33 millió |
| 263. | 23. | Jó éjt, Seattle! 1. rész (Goodnight, Seattle Part 1)                     | David Lee       | Christopher Lloyd és Joe Keenan                                                      | 2004. május 13.      | 25,25 millió |
| 264. | 24. | Jó éjt, Seattle! 2. rész (Goodnight, Seattle Part 2)                     | David Lee       | Christopher Lloyd és Joe Keenan                                                      | 2004. május 13.      | 25,25 millió |

## Különkiadás (2004)
| Sor. | Év. | Cím                    | Rendező        | Író           | Premier         | Nézettség    |
| ---- | --- | ---------------------- | -------------- | ------------- | --------------- | ------------ |
| 1.   | 1.  | Analyzing the Laughter | Kelsey Grammer | Paul Barrosse | 2004. május 13. | 17,93 millió |